# Mlabes
Le mlabes, ou mlebbès, est une pâtisserie algérienne à base de sucre, d'amandes décortiquées, de pistache ou de noisettes et de blancs d'œufs. De l'eau de rose peut y être ajoutée.
En Algérie, elle fait partie des spécialités de la ville d'Alger et de Constantine. À Bouzina, elle désigne une pâte d'amandes.
Cette pâtisserie est présentée avec un nappage glacé à base de blanc d'œuf et de sucre. La forme la plus connue est le mlabes rond. Néanmoins, cette pâtisserie se présente sous différentes formes (carré, en forme de cœur ou ovale) et couleurs (vert pistache, bleu, rose, orange, etc.).